# Crawley (district)
Crawley is een Engels district in het shire-graafschap (non-metropolitan county OF county) West Sussex en telt 112.000 inwoners. De oppervlakte bedraagt 45 km².
Van de bevolking is 14,7% ouder dan 65 jaar. De werkloosheid bedraagt 2,3% van de beroepsbevolking (cijfers volkstelling 2001). De plaatselijke betaaldvoetbalclub Crawley Town komt uit in League Two.

## Plaatsen/wijken in district Crawley
- Broadfield
- Pound Hill
- Southgate
- Three Bridges
- Tilgate
- West Green

## Geboren
- Gareth Southgate (1970), voetballer
- Kevin Muscat (1973), Australisch voetballer
- Matt Charman (1979), film- en televisiescenarist en toneelschrijver
- Craig Pickering (1986), atleet
- Erin Doherty (1992), actrice